# بتروس فان شندل
بتروس فان شندل (1806-1870)، هو رسام بلجيكي-هولندي اشتهر برسمه لوحات تصور الحياة اليومية بأسلوب رومانسي، وكان متخصصاً في رسم المشاهد الليلية، التي تحتوي على المصابيح أو القناديل والشموع. أدى هذا إلى شهرته بلقب «سيد الشموع». أشهر أعماله لوحة السوق على ضوء الشموع 1869 ولوحة بائعة السمك 1843.

## سيرته
بناء على نصيحة أحد أصدقاء العائلة، الذي كان ضابط جيش متقاعد، أرسله والده للدراسة في الأكاديمية الملكية للفنون الجميلة في أنتويرب. درس هناك من عام 1822 حتى 1828 مع رسام التاريخ ماتيوس إجانتيوس فان بري، عند تخرجه، حصل على الوسام الذهبي للرسم المنظوري".
صنع اسمه كرسام للبورتريه، وانتقل لاحقاً للعيش في بريدا (1828-29)، أمستردام (1830-32)، روتردام (1832-38)، ولاهاي (1838-45). كان مشاركاً منتظماً في معرض أساتذة الحياة و«صالونات ثلاثية» متعددة في أنتوِيرب، بروكسل وغنت. عام 1824، كان عضواً في الأكاديمية الملكية للفنون الجميلة في أمستردام.
عام 1845، أقام بصفة دائمة في بروكسل. كان الاستوديو الخاص به ينقسم إلى مكان جيد الإضاءة حيث كان يرسم فعلياً، ومكان ذو إضاءة ضعيفة حيث كان يستعرض موديلاته. فاز بالعديد من الميداليات في معارض بباريس ولندن في أواخر أربعينيات القرن التاسع عشر. بعض أعماله اشتراها الملك ليوبولد الأول. كما نشر مجموعة كتب عن الرسم المنظوري والتعبير الوجهي.
رسم مشاهد من الكتاب المقدس ومناظر طبيعية، تحت ضوء القمر، كما رسم أعمال تتناول مظاهر الحياة اليومية بورتريهات تقليدية. كانت الكثير من لوحاته رسومات الحبر المغسول على خشب. عام 1869، أنتج بضعة لوحات تجريبية مضاءة بالمصابيح القوسية الكهربائية.
بالإضافة لفنه، كان مهتماً بميكانيكا المحركات البخارية، وعام 1841، اخترع جهاز لتحسين نصل السفن البخارية. كما ابتكر اقتراحات لتحسين الاستقرار الجانبي لعربات السكك الحديدية واستصلاح الأراضي البرية في دى كمبين.
تزوج ثلاث مرات وأنجب خمسة عشر طفلاً؛ ثلاثة عشر من زوجته الأولى، إليزابث، التي توفيت عام 1850.

## لوحات مختارة

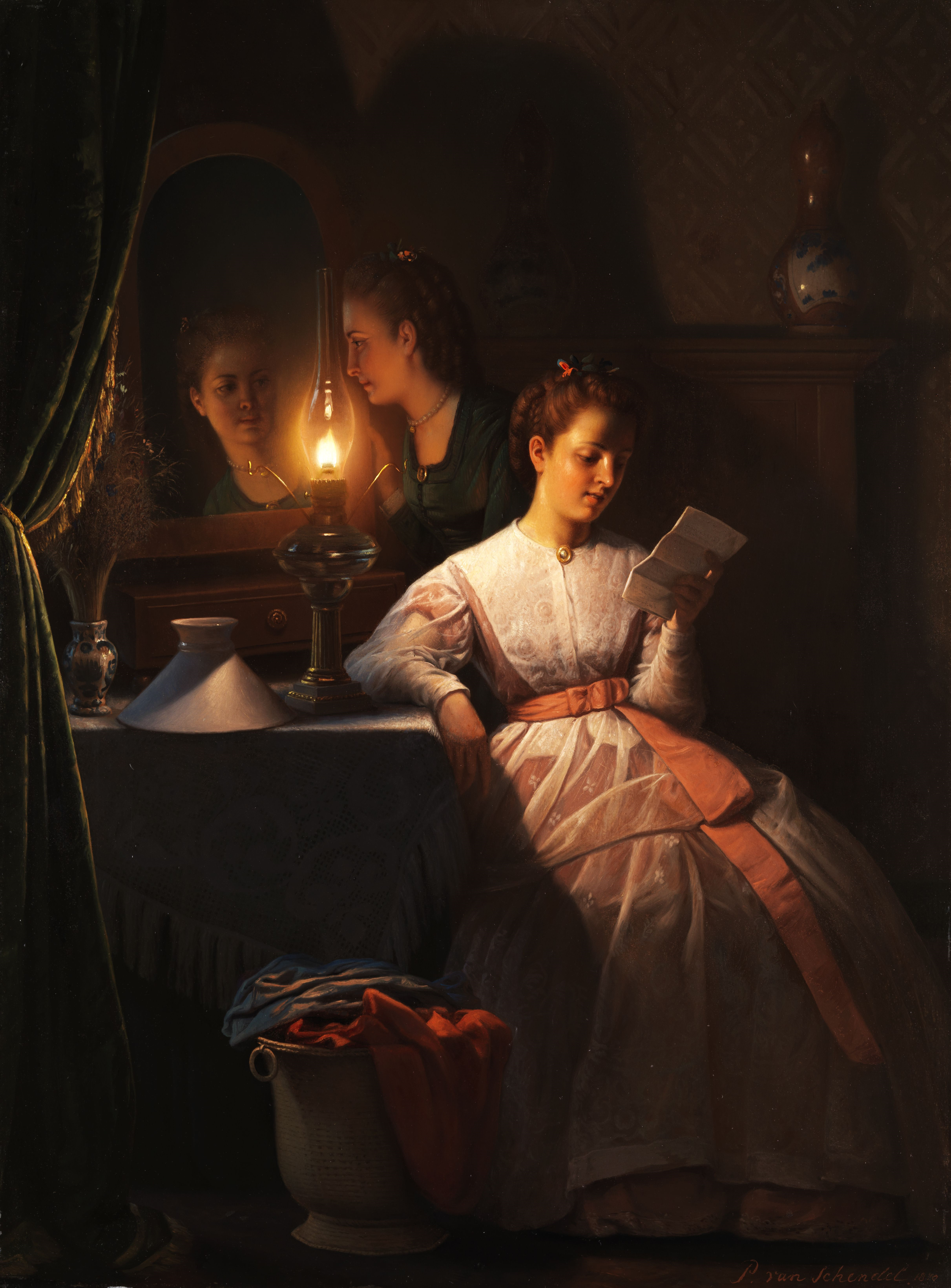
رسالة الحب
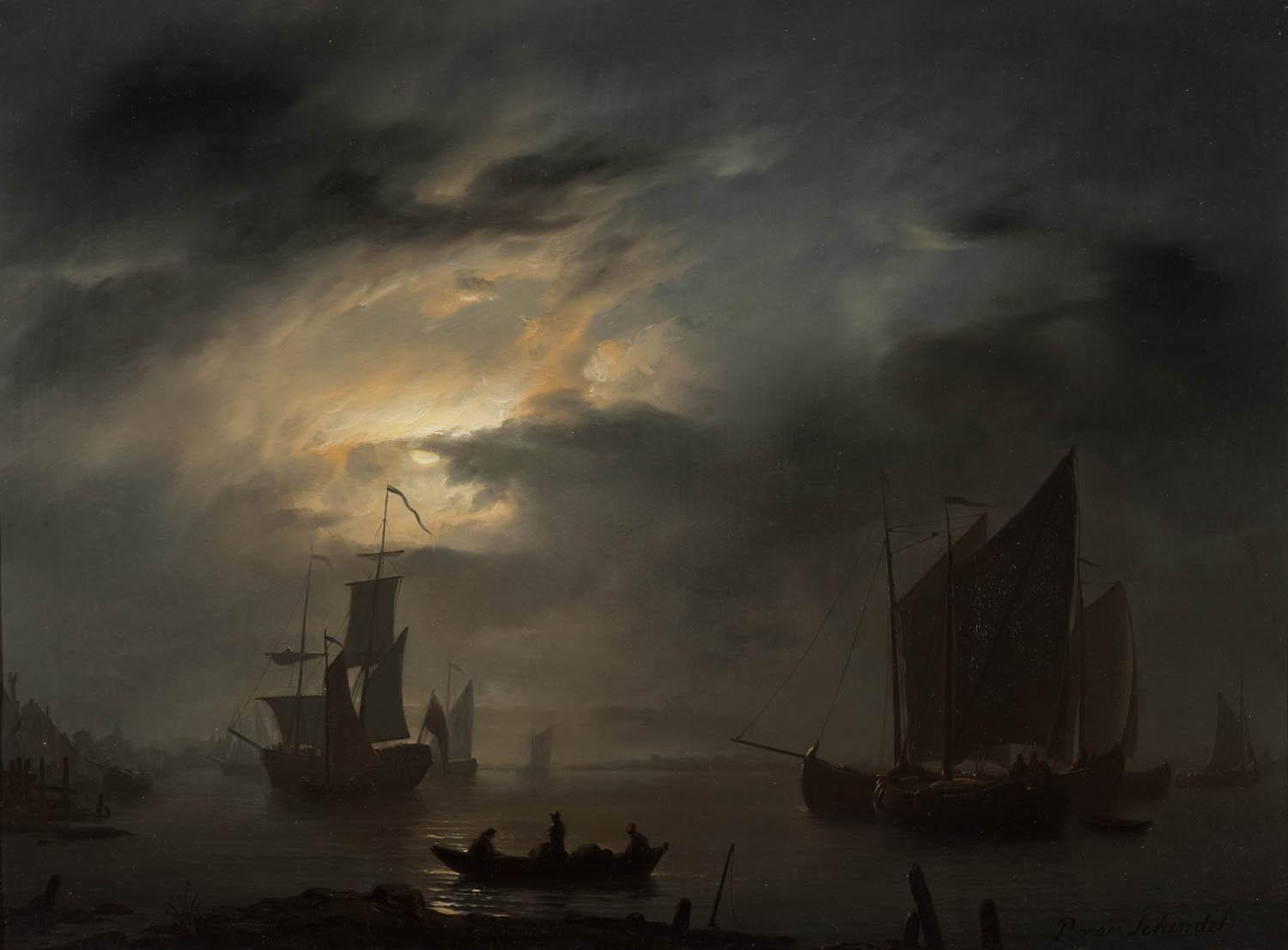
البحرية الليلية
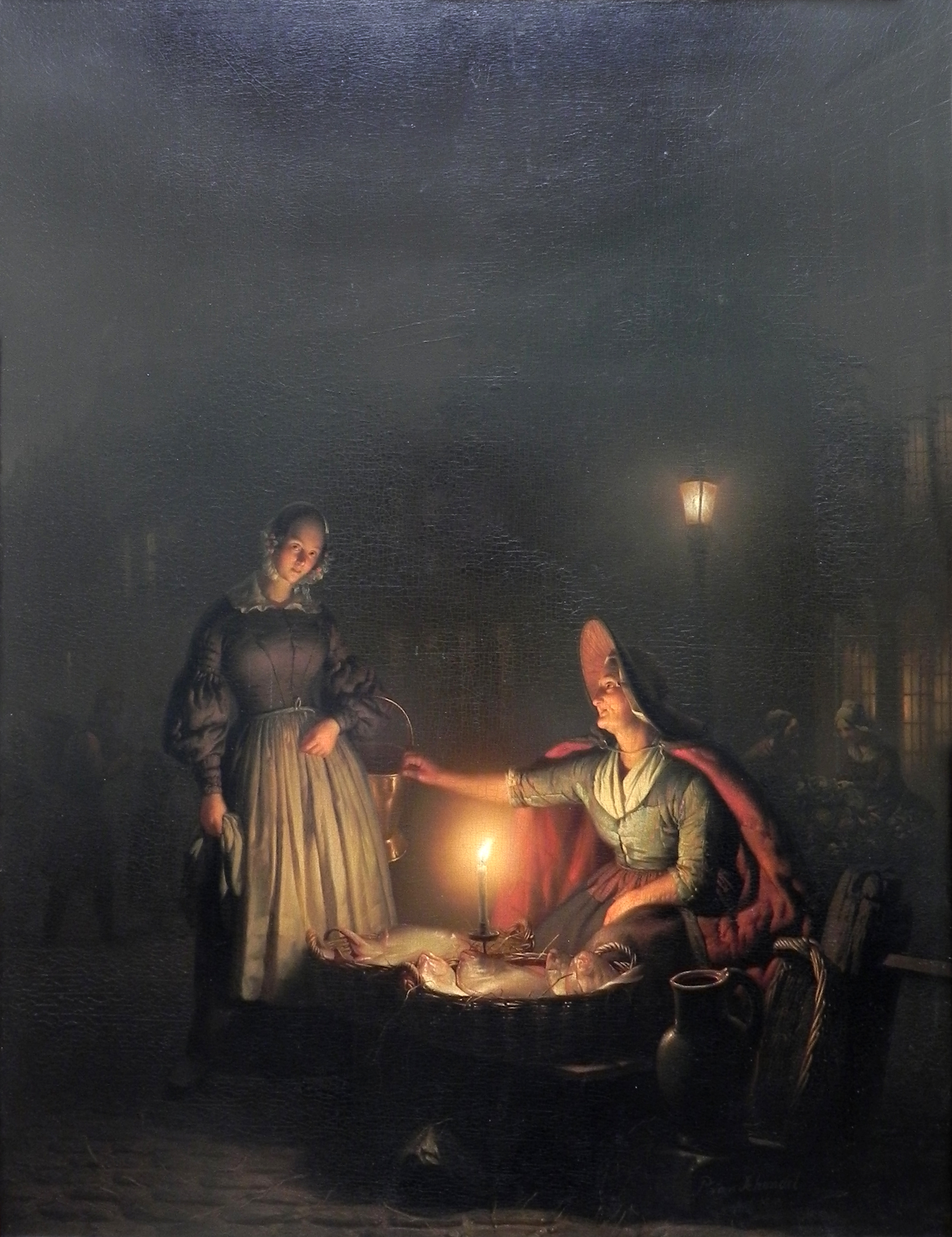
بائعة السمك، سوق المساء 1843
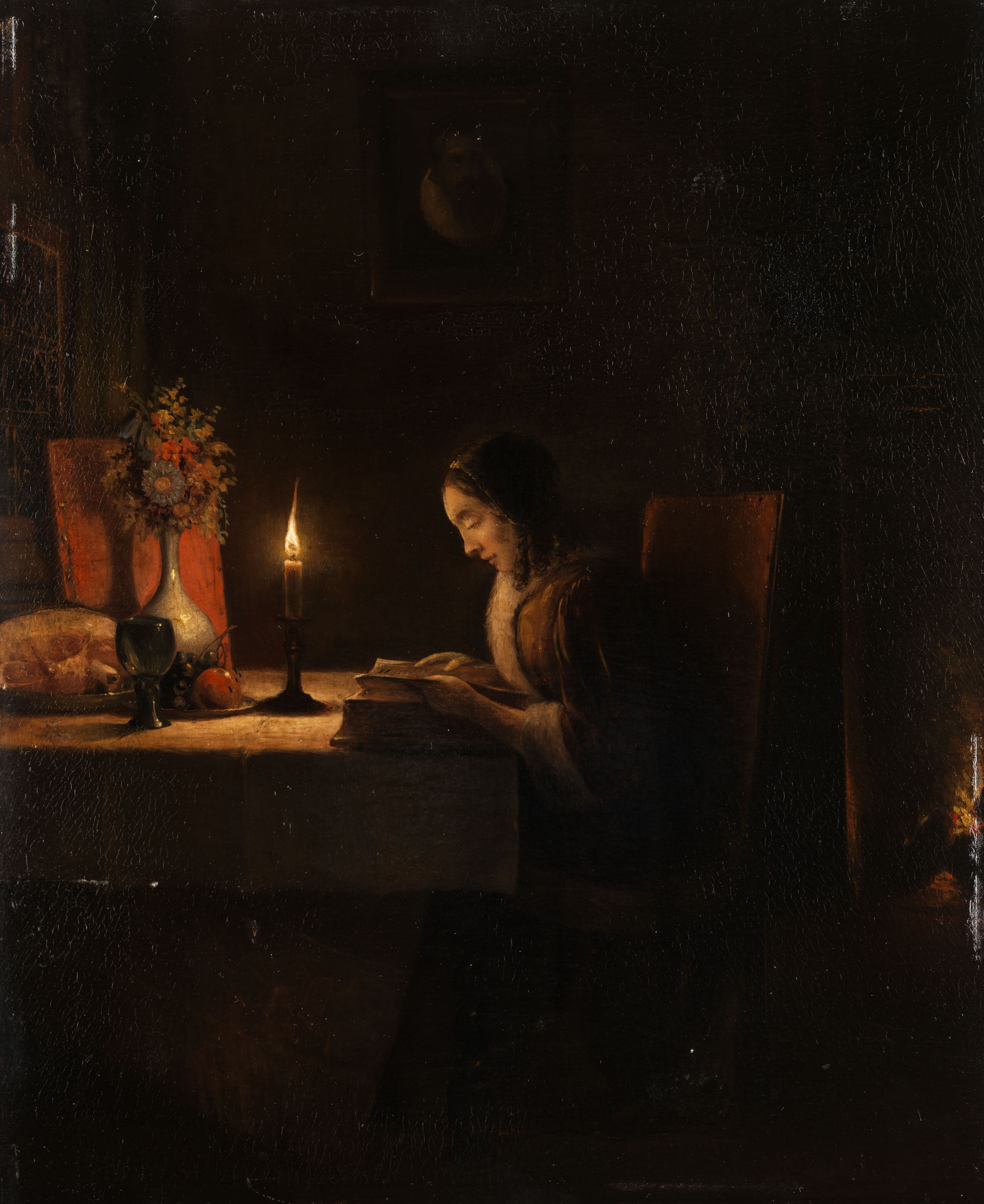
قراءة على ضوء الشموع
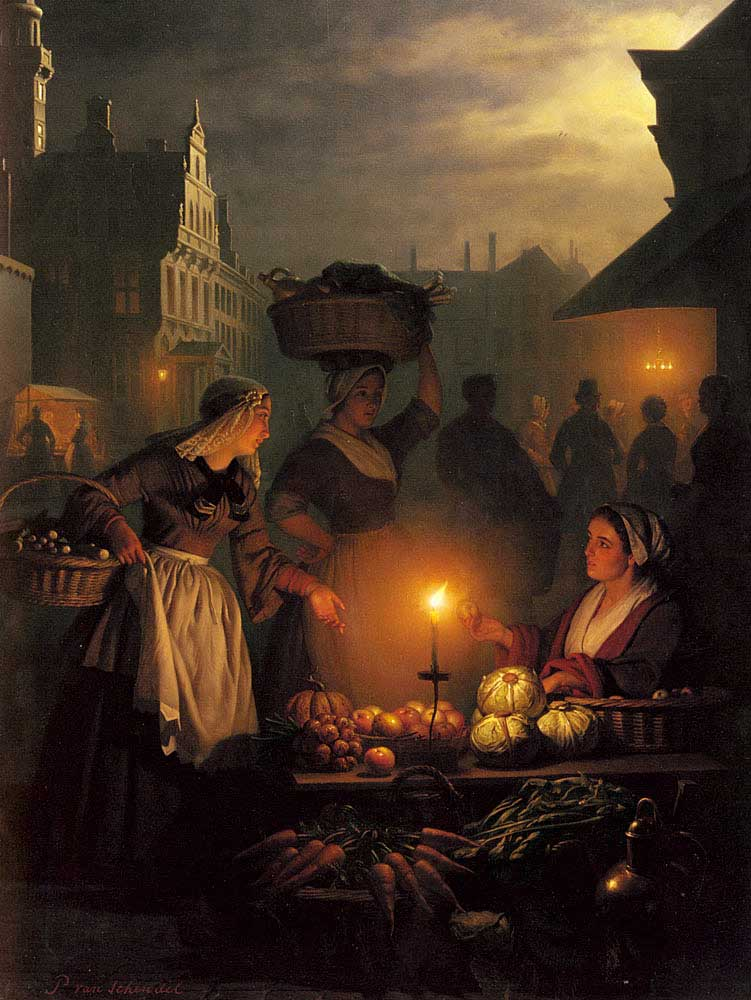
سوق المساء
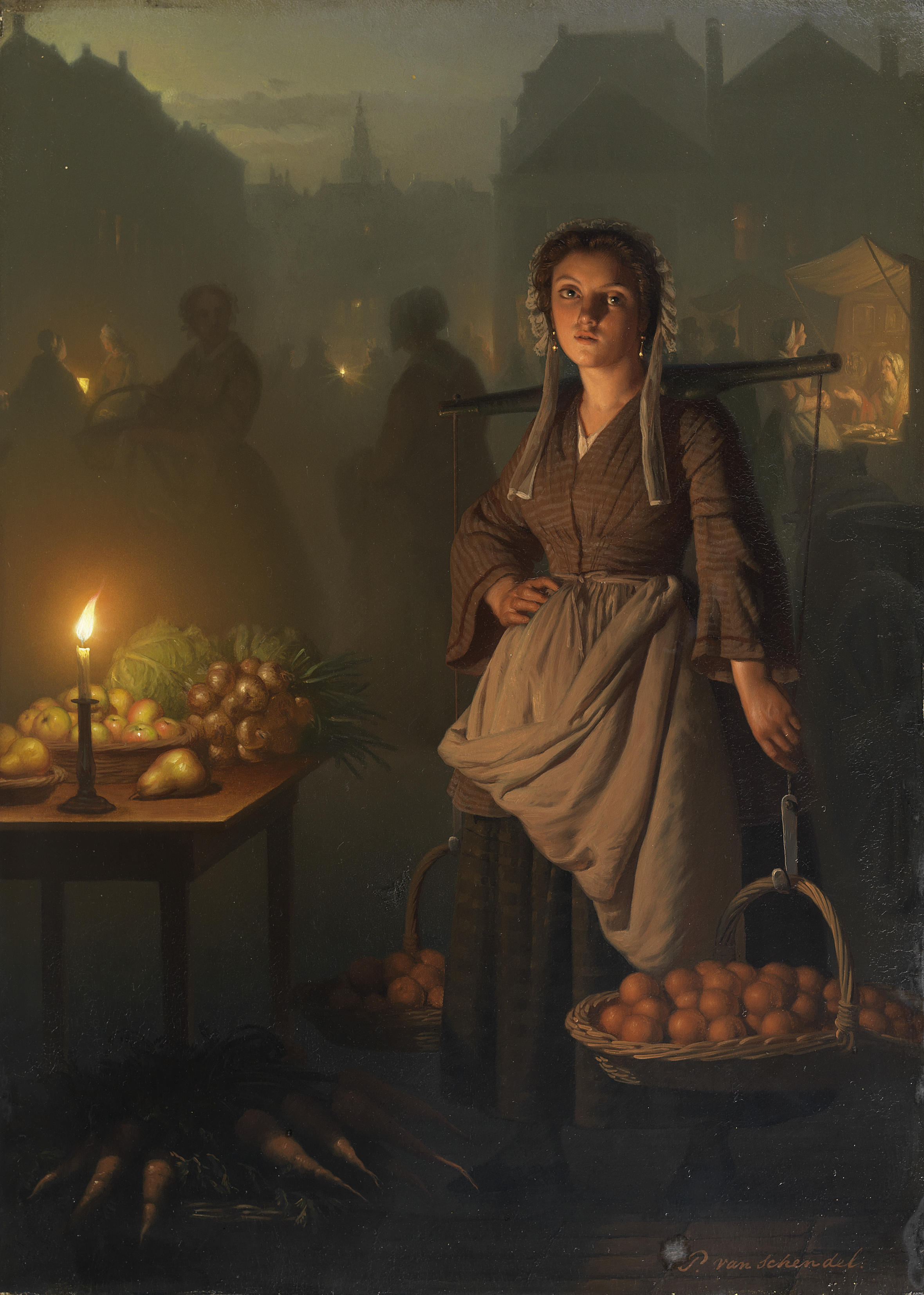
سوق على ضوء الشموع ، 1869